# Imperia (stad)
Imperia is een stad in de Noord-Italiaanse regio Ligurië en hoofdstad van de gelijknamige provincie. De stad ligt aan de Italiaanse Rivièra die deel uitmaakt van de Golf van Genua. Imperia bestaat officieel pas sinds 1923. In dat jaar werden de plaatsen Porto Maurizio op de linker- en Oneglia op de rechteroever van de rivier de Impero samengevoegd. Aan de nieuw gevormde gemeente Imperia werden nog een aantal kleinere gemeenten toegevoegd (Borgo Sant'Agata, Caramagna Ligure, Castelvecchio di Santa Maria Maggiore, Costa d'Oneglia, Moltedo, Montegrazie, Piani, Poggi en Torrazza).
De stad Imperia heeft nog steeds twee duidelijk afzonderlijke centra, waarvan Porto Maurizio als het belangrijkste en meest bezienswaardige beschouwd mag worden.
Vanuit Imperia begint de beklimming van de Capo Berta, een van de heuvels in Milaan-San Remo

## Geboren
- Edmondo De Amicis (1846-1908), schrijver
- Giulio Natta (1903-1979), chemicus en Nobelprijswinnaar (1963)
- Davide Massa (1981), voetbalscheidsrechter
- Cristiano Salerno (1985), wielrenner

## Externe link

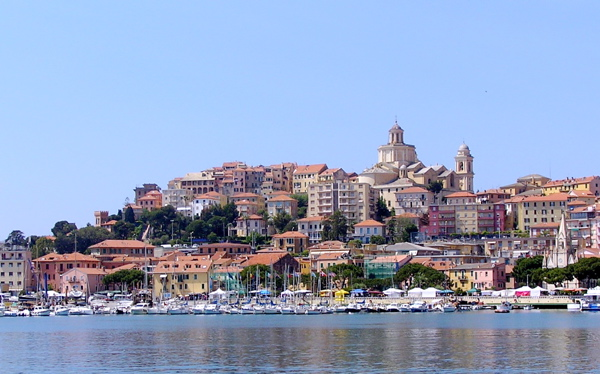
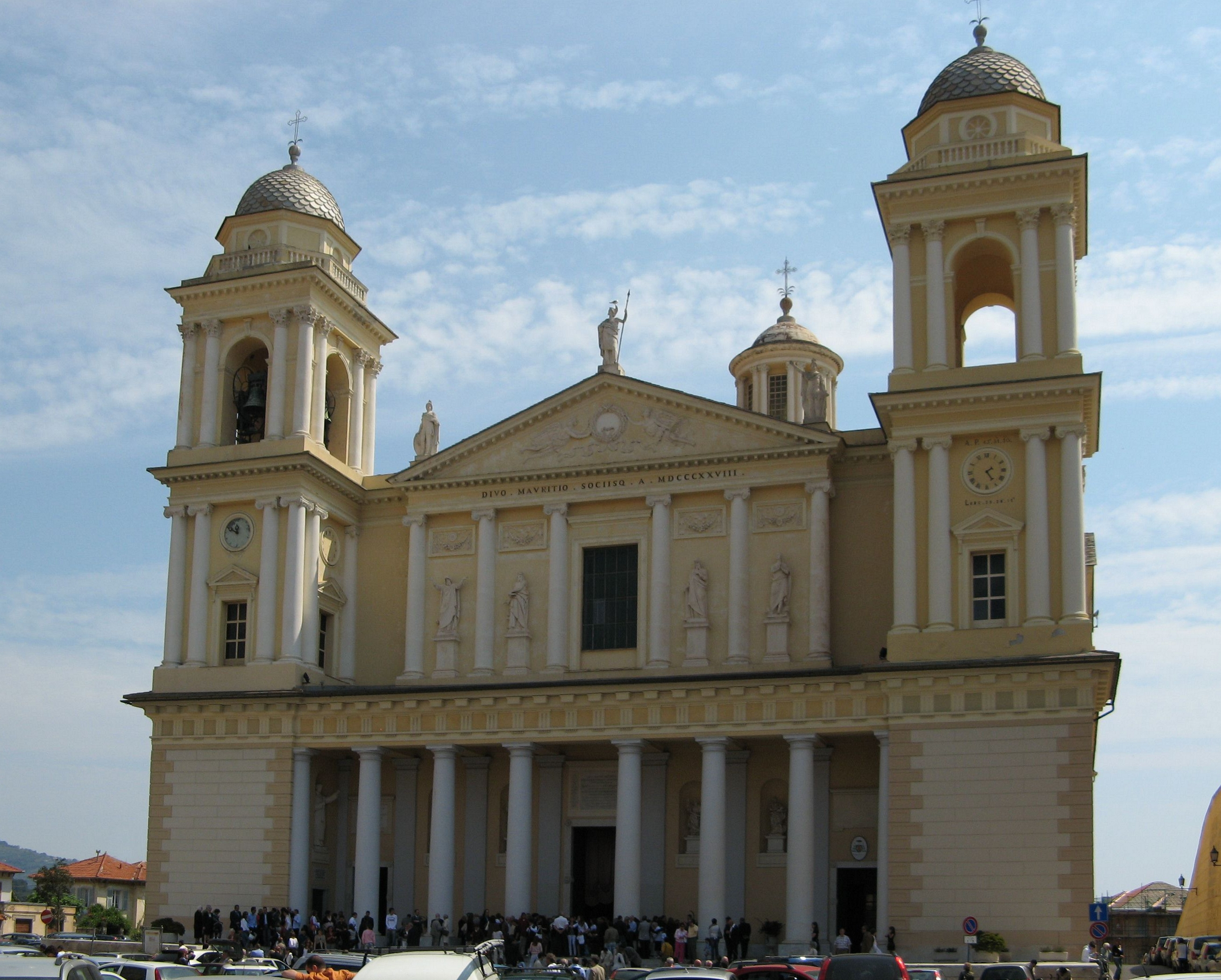
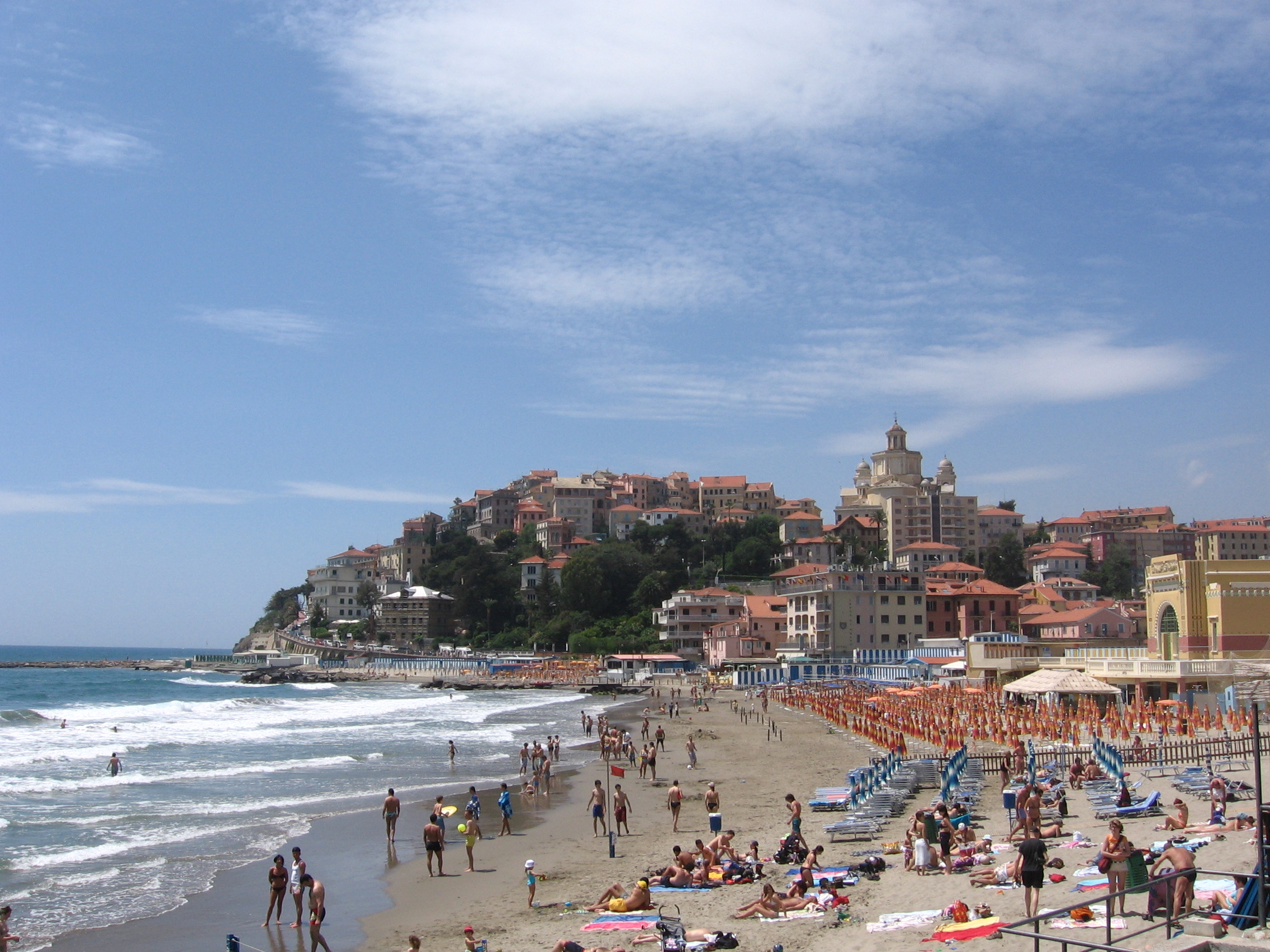
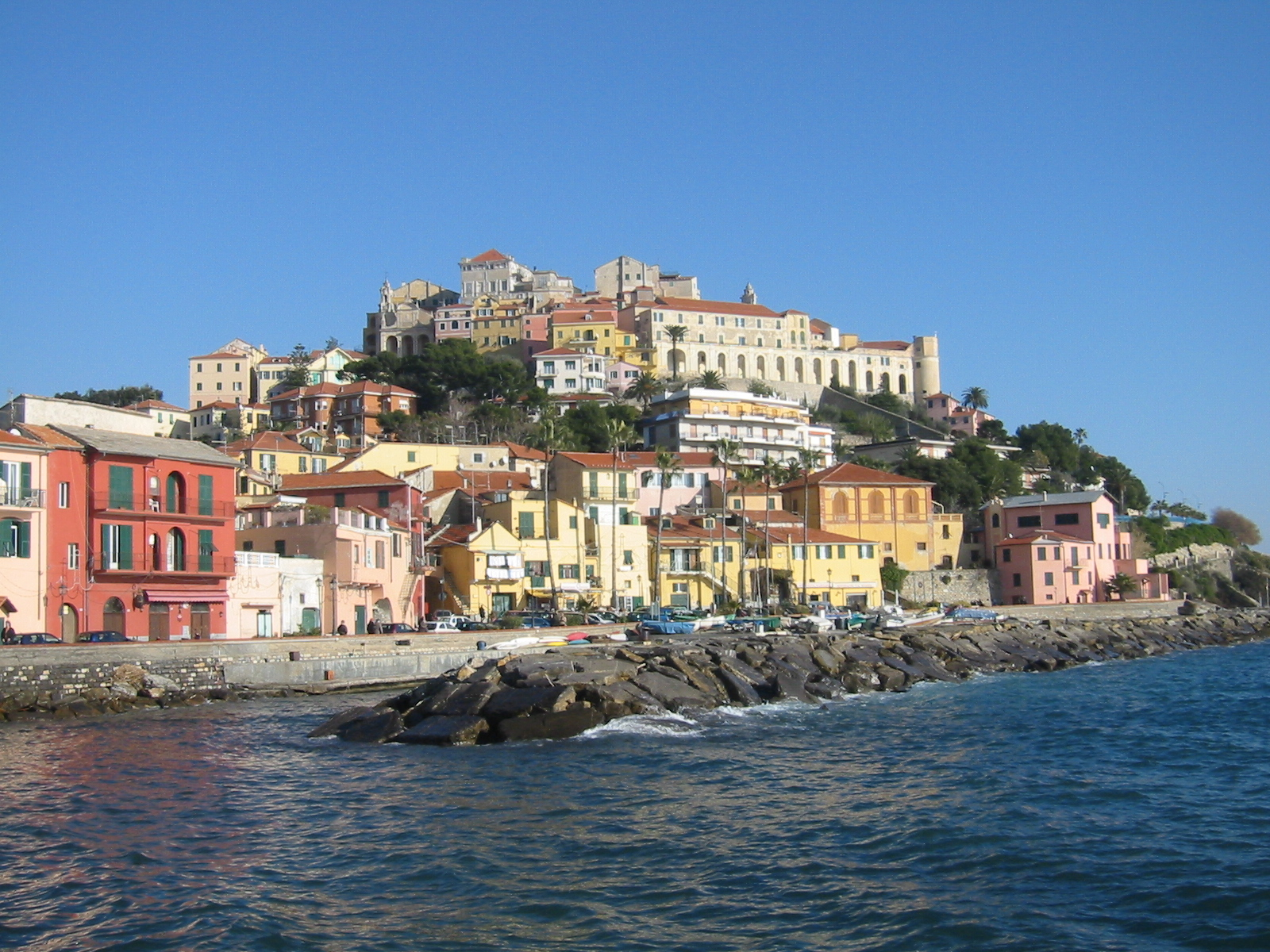
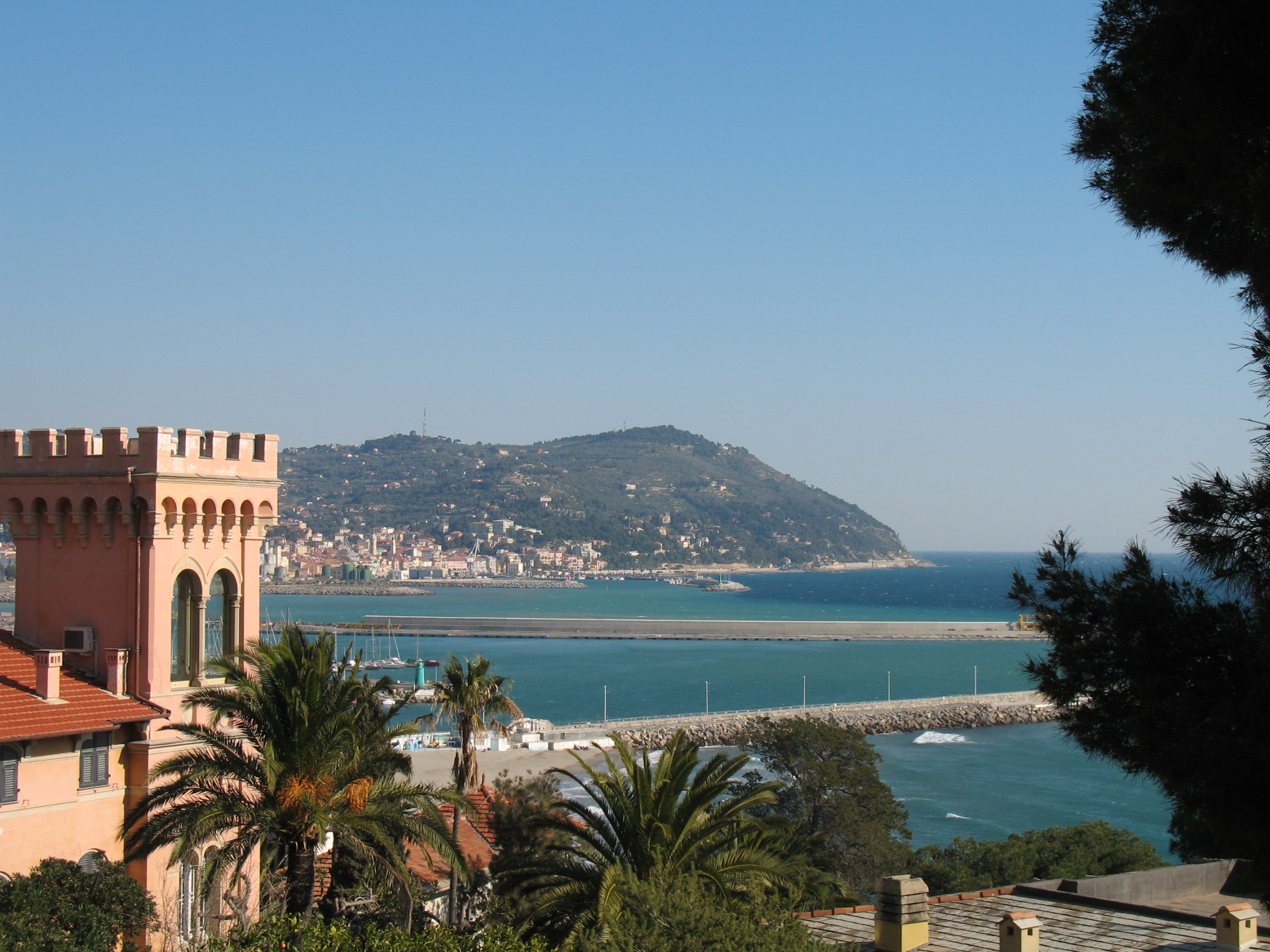
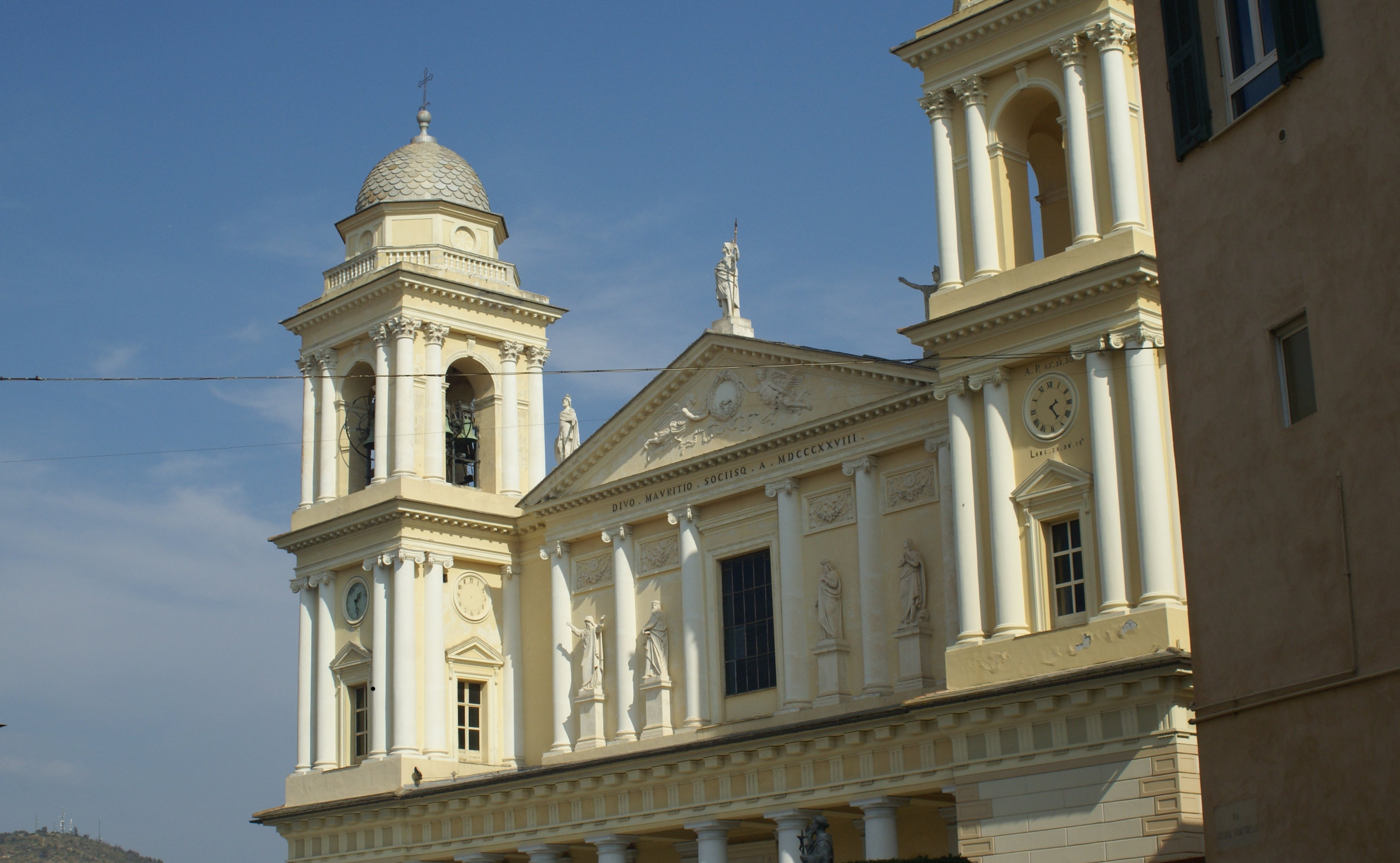
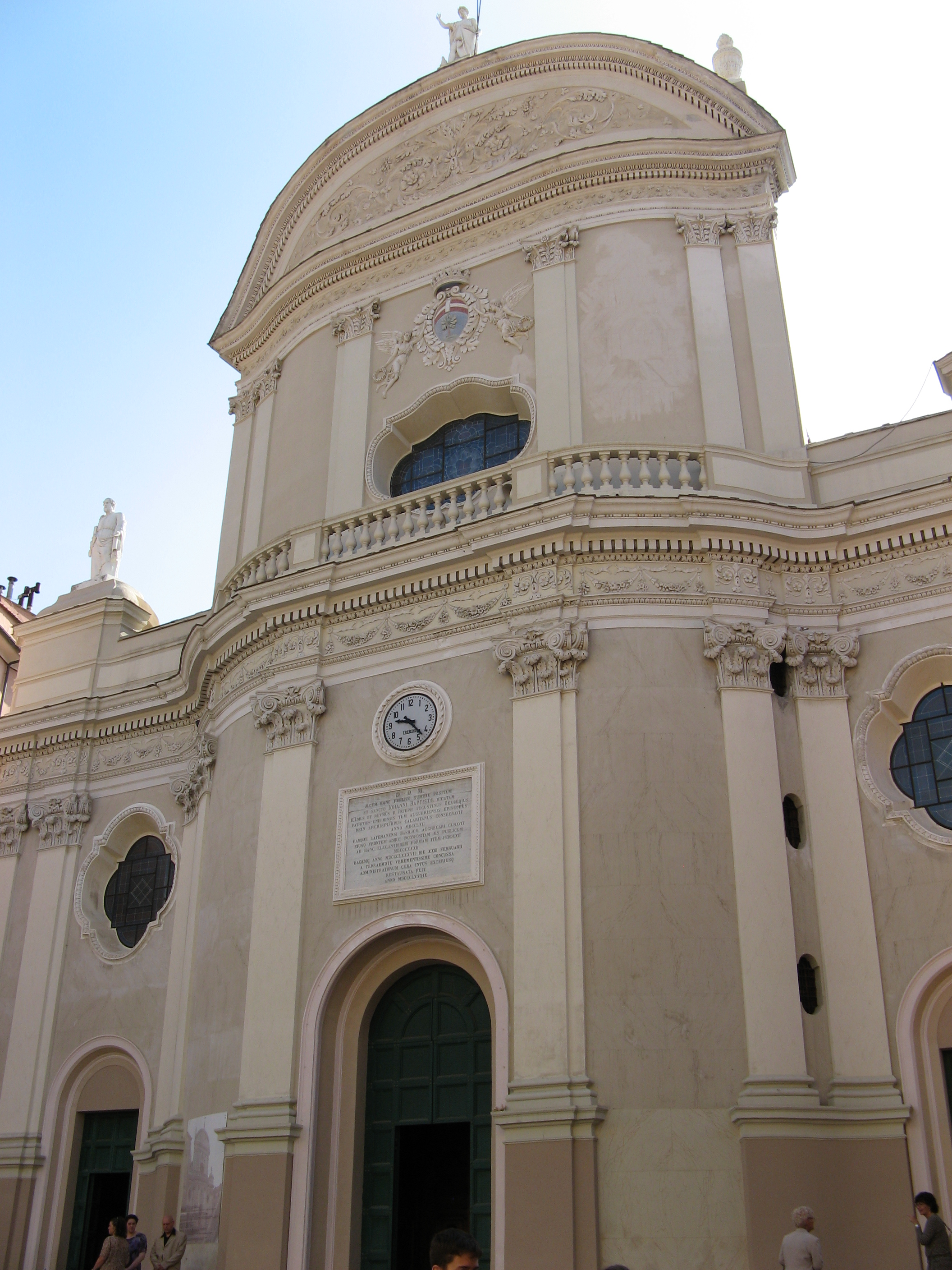
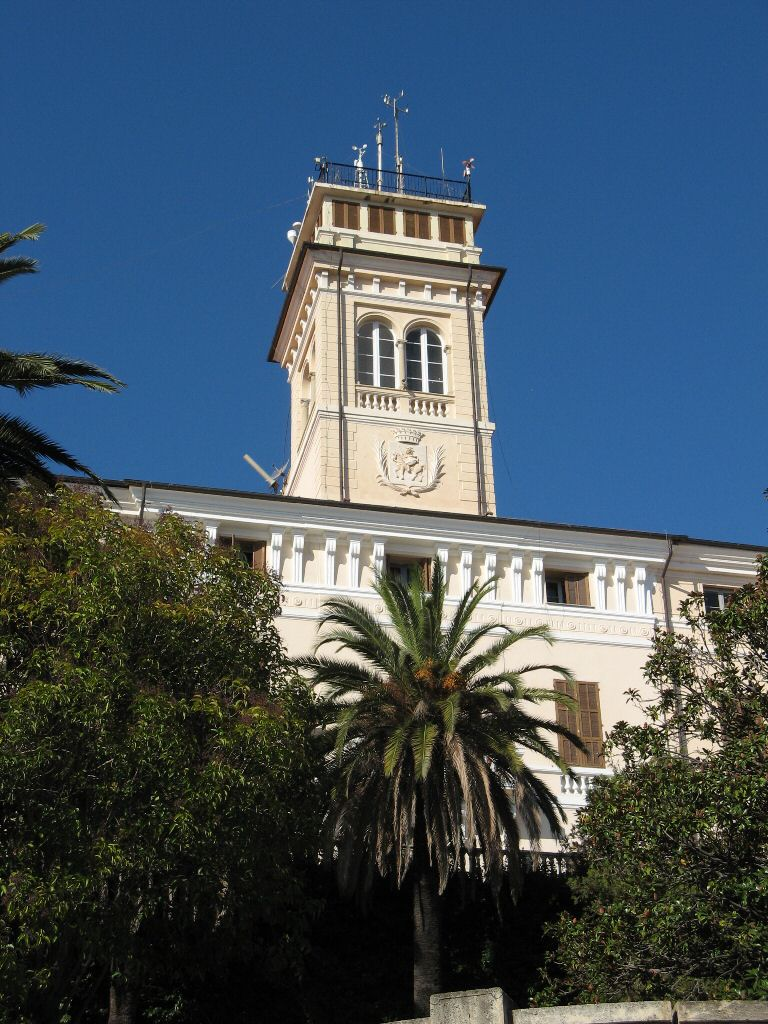